# (1739) Meyermann
(1739) Meyermann ist ein Asteroid des Hauptgürtels, der am 15. August 1939 von dem deutschen Astronomen Karl Wilhelm Reinmuth an der Landessternwarte Heidelberg-Königstuhl der Universität Heidelberg entdeckt wurde.
Benannt wurde der Asteroid nach dem Astronomen Bruno Meyermann.